# 劉穎鏇
劉穎鏇（英語：Tiffany Lau，1997年5月24日—），香港女主持及演員，《2016年度香港小姐競選》亞軍暨最上鏡小姐，兼《萬千星輝頒獎典禮2023》「飛躍進步女藝員」獎項得主，現為無綫電視經理人合約藝員。

## 簡歷

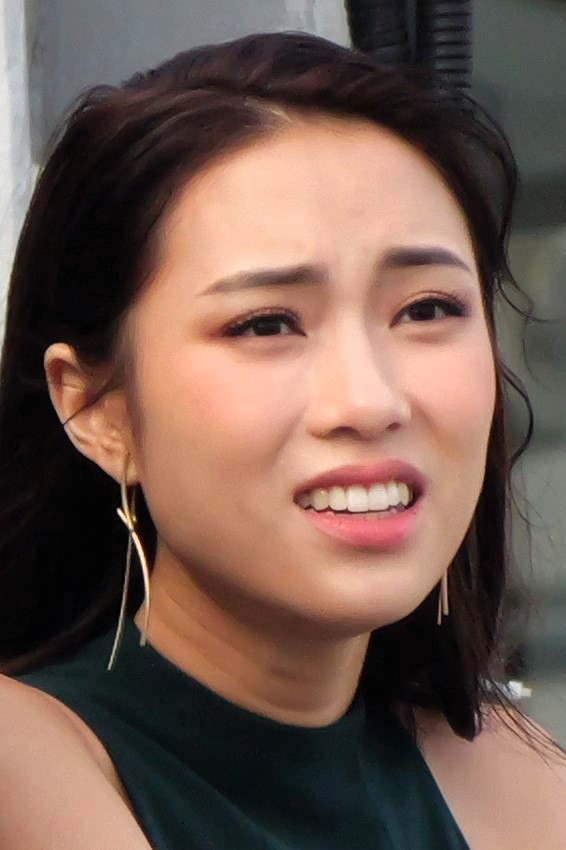
2024年2月18日，劉穎鏇於沙田馬場出席「TVB賽馬日」活動

劉穎鏇是家中獨生女，自幼在美國洛杉磯生活。她擅長打籃球，高中時期曾參與不少女子籃球賽，亦曾代表球隊往加州比賽，並獲得第二名；於2015年升讀加州大學河濱分校工商管理系。2016年，她赴香港參加該年度香港小姐競選，並贏得亞軍、「最上鏡小姐」及「現場最受歡迎佳麗獎」三個獎項；當選後決定留港發展，同年底入讀為期3個月的無綫電視演藝進修班。在藝員訓練班畢業後，她在網上遙距修讀亞利桑那州立大學工商管理系學士課程，並在2020年12月取得該學位。
2017年，劉穎鏇成為無綫電視資訊節目《學是學非》的其中一名主持，現時主要擔任主持和拍攝劇集。2018年，劉穎鏇在無綫電視台慶劇《兄弟》首度擔任女主角，飾演「陳鈴」一角，並憑此劇獲提名《萬千星輝頒獎典禮2018》「新加坡最喜愛TVB女主角」、「馬來西亞最喜愛TVB女主角」及「最佳女主角」。同年，她被指與藝人胡㻗車震超過20分鐘，惟事后承認相關報導，但否認有作出上述行為。
2020年，劉穎鏇於無綫電視台慶劇《踩過界II》「王芷瑜」一角，演出備受矚目。同年首度入圍《萬千星輝頒獎典禮2020》「飛躍進步女藝員」。2021年，劉穎鏇先後主演無綫電視劇集《大步走》及《把關者們》飾演「郭貝兒／袁雙雙」及「畢庭菲」，年尾憑《把關者們》於《萬千星輝頒獎典禮2021》首次入圍「最受歡迎電視女角色」，並入圍「飛躍進步女藝員」最後十強。
2022年，劉穎鏇主演無綫電視懷舊青春劇《青春不要臉》，飾演女主角「姜之雁」，並憑此劇首度再圍《萬千星輝頒獎典禮2022》「最佳女主角」。同年，劉穎鏇於無綫電視台慶劇《超能使者》飾演「柯翠屏」一角，演出受網民注目，奪得《AEG 娛樂人氣王2022》「進步女藝人」（電視劇）」。同年年尾，劉穎鏇憑此劇於《萬千星輝頒獎典禮2022》入圍「最受歡迎電視女角色」最後五強，另外亦於「飛躍進步女藝員」及「最佳女主角」均入圍最後五強。
2023年，劉穎鏇在無綫電視劇集《隱形戰隊》中飾演反恐特勤隊隊員「邢風」，演出受到注目。她更為配合角色需要而操練出女性極限10%體脂。同年在無綫電視劇集《靈戲逼人》飾演「葉敏敏」一角。同年年尾，劉穎鏇憑《隱形戰隊》於《萬千星輝頒獎典禮2023》入圍「最佳女主角」最後五強，更奪得「飛躍進步女藝員」一獎。
2024年，劉穎鏇主演無綫電視劇集《飛常日誌》，在劇中飾演空姐「高雅雯（Karmen）」，演出再次成為觀眾焦點。

## 軼事
- 劉穎鏇的名字經常被不少網民及傳媒錯寫為「劉穎璇」。[34][35][36][37]

## 演出作品

### 電視劇（無綫電視）
| 首播   | 劇名                 | 角色                    |
| 2017年 | 溏心風暴3            | 性感美女                |
| 2018年 | 兄弟                 | 陳 鈴（Zero）           |
| 2020年 | 踩過界II             | 王芷瑜                  |
| 2021年 | 大步走               | 郭貝兒（Belle）／袁雙雙 |
| 2021年 | 把關者們             | 畢庭菲（菲菲）          |
| 2022年 | 鐵拳英雄             | 方小柔                  |
| 2022年 | 青春不要臉           | 姜之雁（Peggie）        |
| 2022年 | 回歸光影頌: 我的驕傲 | 葉嘉雯                  |
| 2022年 | 超能使者             | 柯翠屏（Open）          |
| 2023年 | 隱形戰隊             | 邢 風                   |
| 2023年 | 靈戲逼人             | 葉敏敏                  |
| 2024年 | 飛常日誌             | 高雅雯（Karmen）        |
| 2025年 | 奪命提示             | 溫嘉莉                  |
| 2025年 | 執法者們             | 朱迪（Judy）            |

### 主持節目（無綫電視）
| 首播          | 節目名            | 備註                                                                                       |
| 2017年        | 新春花車巡遊匯演  | 連同安德尊、張美妮、麥美恩及馮盈盈一同主持                                                 |
| 2017年        | 安樂蝸            | 3月26日嘉賓，5月7日起正式擔任主持                                                          |
| 2017年        | 體育世界          | 客席主持                                                                                   |
| 2017年        | #後生仔去台灣傾吓偈 | 連同陸浩明、張秀文及余德丞一同主持                                                         |
| 2018年        | 學是學非          | 第五輯；連同梁嘉琪、麥美恩、張秀文、湯洛雯、馮盈盈及張寶兒一同主持                         |
| 2018 - 2019年 | 學是學非          | 第六輯；連同梁嘉琪、麥美恩、湯洛雯、馮盈盈、張寶兒、鄺潔楹及何依婷一同主持                 |
| 2018年        | 搭上高鐵愛旅遊    | 與何廣沛一同主持                                                                           |
| 2018年        | 真係咁都得第2輯   | 連同區永權、鄧嘉傑及利穎怡一同主持                                                         |
| 2018年        | 3日2夜            | 第二輯 第34 - 36集；與江嘉敏一同主持                                                       |
| 2019年        | 12個夏天          | 連同張振朗及謝東閔一同主持                                                                 |
| 2019 - 2020年 | 學是學非          | 第七輯；連同麥美恩、何泳芍、何依婷、陳詩欣、戴祖儀、馮盈盈、張寶兒、陳欣茵及鄺潔楹一同主持 |
| 2020年        | 學是疫學非        | 連同麥美恩、何依婷、戴祖儀及馮盈盈一同主持                                                 |

### 綜藝節目（無綫電視）
| 首播            | 節目名                         | 備註         |
| 2017年          | 雞年唱旺報新春                 | 固定演出     |
| 2017年          | 全城躍動第六屆全港運動會開幕禮 | 固定演出嘉賓 |
| 2018年          | 愛與山同行                     | 固定演出     |
| 2019年          | 富貴金豬賀肥年                 | 固定演出嘉賓 |
| 2019年          | 香港唱好演唱會                 | 固定演出嘉賓 |
| 2019年          | 善心滿東華2019                 | 固定演出嘉賓 |
| 2021年          | 博愛歡樂傳萬家                 | 固定演出嘉賓 |
| 2021年          | 明星運動會                     | 固定演出嘉賓 |
| 2023年          | 獎門人Halloween感謝祭          | 固定演出嘉賓 |
| 2023年          | 隨懿深度行                     | 固定演出嘉賓 |
| big big channel |                                |              |
| 2017年          | 12瞞逃                         | 固定演出     |

## 曾獲獎項與提名
| 年份   | 頒獎單位               | 獎項                               | 作品                                                     | 結果                                                                           |
| ------ | ---------------------- | ---------------------------------- | -------------------------------------------------------- | ------------------------------------------------------------------------------ |
| 2016年 | 2016年度香港小姐競選   | 亞軍                               | 不適用                                                   | 獲獎                                                                           |
| 2016年 | 2016年度香港小姐競選   | 最上鏡小姐                         | 不適用                                                   | 獲獎                                                                           |
| 2016年 | 2016年度香港小姐競選   | 現場最受歡迎佳麗獎                 | 不適用                                                   | 獲獎                                                                           |
| 2017年 | 萬千星輝頒獎典禮2017   | 最佳節目主持                       | 《學是學非》                                             | 連同麥美恩、梁嘉琪、湯洛雯、馮盈盈和張寶兒提名                                 |
| 2018年 | 萬千星輝頒獎典禮2018   | 新加坡最喜愛TVB女主角              | 《兄弟》                                                 | 提名                                                                           |
| 2018年 | 萬千星輝頒獎典禮2018   | 馬來西亞最喜愛TVB女主角            | 《兄弟》                                                 | 提名                                                                           |
| 2018年 | 萬千星輝頒獎典禮2018   | 最佳女配角                         | 《兄弟》                                                 | 提名                                                                           |
| 2018年 | 觀眾在民間電視大奬2018 | 民選最佳女主角                     | 《兄弟》                                                 | 提名                                                                           |
| 2018年 | 2018香港電視大獎       | 女主角獎（劇集）                   | 《兄弟》                                                 | 提名                                                                           |
| 2018年 | 2018香港電視大獎       | 新人獎                             | 不適用                                                   | 提名                                                                           |
| 2018年 | 2018香港電視大獎       | 節目主持人獎（页面存档备份，存于） | 《學是學非》                                             | 連同麥美恩、梁嘉琪、湯洛雯、馮盈盈和張寶兒提名                                 |
| 2020年 | 萬千星輝頒獎典禮2020   | 最佳節目主持                       | 《學是學非》                                             | 連同麥美恩、馮盈盈、張寶兒、戴祖儀、何依婷、鄺潔楹、陳詩欣、何泳芍和陳欣茵提名 |
| 2020年 | 萬千星輝頒獎典禮2020   | 飛躍進步女藝員                     | 不適用                                                   | 提名                                                                           |
| 2021年 | 萬千星輝頒獎典禮2021   | 飛躍進步女藝員                     | 不適用                                                   | 最後十強                                                                       |
| 2021年 | 萬千星輝頒獎典禮2021   | 最受歡迎電視女角色                 | 《把關者們》                                             | 提名                                                                           |
| 2021年 | 萬千星輝頒獎典禮2021   | 最受歡迎電視搭檔                   | 《把關者們》                                             | 連同丁子朗和孔德賢提名                                                         |
| 2021年 | 觀眾在民間電視大獎2021 | 民選飛躍進步女藝員                 | 不適用                                                   | 提名                                                                           |
| 2022年 | AEG 娛樂人氣王2022     | 進步女藝人（電視劇）               | 《超能使者》                                             | 獲獎                                                                           |
| 2022年 | 萬千星輝頒獎典禮2022   | 最佳女主角                         | 《青春不要臉》                                           | 提名                                                                           |
| 2022年 | 萬千星輝頒獎典禮2022   | 馬來西亞最喜愛TVB女主角            | 《青春不要臉》                                           | 提名                                                                           |
| 2022年 | 萬千星輝頒獎典禮2022   | 最受歡迎電視女角色                 | 《青春不要臉》                                           | 提名                                                                           |
| 2022年 | 萬千星輝頒獎典禮2022   | 最受歡迎電視女角色                 | 《回歸光影頌：我的驕傲》                                 | 提名                                                                           |
| 2022年 | 萬千星輝頒獎典禮2022   | 最受歡迎電視女角色                 | 《超能使者》                                             | 提名                                                                           |
| 2022年 | 萬千星輝頒獎典禮2022   | 最佳女配角                         | 《超能使者》                                             | 最後五強                                                                       |
| 2022年 | 萬千星輝頒獎典禮2022   | 最佳女配角                         | 《回歸光影頌：我的驕傲》                                 | 提名                                                                           |
| 2022年 | 萬千星輝頒獎典禮2022   | 飛躍進步女藝員                     | 鐵拳英雄、青春不要臉、回歸光影頌：我的驕傲、超能使者     | 最後五強                                                                       |
| 2022年 | 萬千星輝頒獎典禮2022   | 最受歡迎電視拍檔                   | 《超能使者》（連同陳展鵬、唐詩詠、陳山聰和林子善）       | 最後十強                                                                       |
| 2022年 | 觀眾在民間電視大奬2022 | 民選最佳女主角                     | 《超能使者》                                             | 提名                                                                           |
| 2022年 | 觀眾在民間電視大奬2022 | 民選飛躍進步女藝員                 | 不適用                                                   | 提名                                                                           |
| 2022年 | 觀眾在民間電視大奬2022 | 民選最佳戲劇拍檔                   | 《超能使者》                                             | 連同陳展鵬、唐詩詠、陳山聰和林子善提名                                         |
| 2023年 | 萬千星輝頒獎典禮2023   | 飛躍進步女藝員                     | 《隱形戰隊》、《靈戲逼人》、《隨懿深度行》               | 獲獎                                                                           |
| 2023年 | 萬千星輝頒獎典禮2023   | 最佳女配角                         | 《隱形戰隊》                                             | 最後五強                                                                       |
| 2024年 | 萬千星輝頒獎典禮2024   | 最佳女配角                         | 《飛常日誌》                                             | 最後十強                                                                       |
| 2024年 | 萬千星輝頒獎典禮2024   | 最佳女主持                         | 《學是學非學毒害》、《奧運智‧識‧玩 》、 《2024巴黎奧運》 | 提名                                                                           |

## 外部連結
- Tiffany Lau的Facebook專頁
- 劉穎鏇Tiffany Lau的Facebook專頁
- 劉穎鏇的Instagram帳戶
- 劉穎鏇的新浪微博

| 前任： 龐卓欣 | 香港小姐競選亞軍 2016年 | 繼任： 何依婷 |

| 前任： 麥明詩 | 香港小姐競選最上鏡小姐 2016年 | 繼任： 雷莊𠒇 |